# Fender Mustang
Fender Mustang je kratkovratna električna kitara, ki se je pojavila leta 1964 - skupaj z bas kitaro Fender Mustang Bass. Je nekakšno nadaljevanje kratkovratne kitare, kot je Fender Musicmaster/Duo-Sonic. Z leti se je uveljavila predvsem kot kitara za underground, alternativni rock, punk rock, ska, grunge kitariste. Največjo reklamo in promocijo je tej kitari naredil pokojni Kurt Cobain iz skupine Nirvana, ki je to kitaro oboževal. Ker je rad igral tudi Fender Jaguarja, je v zadnjem letu svojega življenja izdelal načrt za hibrid obeh omenjenih kitar. Tovarna Fender mu je kitaro izdelala : Fender Jagstang. Danes je Mustang kitara, ki ima visoko ceno med zbiralci - čeprav je bila na začetku cenena pomanjšana verzija Stratocastra.

## Kitaristi, ki so igrali Mustanga
- Mark Arm (Mudhoney)
- Blixa Bargeld (Nick Cave and the Bad Seeds, Einstürzende Neubauten)
- David Berman  (Silver Jews)
- William Bernhard (Sky Cries Mary)
- Frank Black
- Rob Buck (10,000 Maniacs)
- Eric Burdon
- David Byrne
- Kurt Cobain
- Billy Corgan, Smashing Pumpkins
- Graham Coxon (Blur)
- Jason Falkner
- James Frost The Automatic
- John Frusciante, Red Hot Chili Peppers
- Blaine Harrison, Will Rees - The Mystery Jets
- PJ Harvey
- Ryan Jarman (The Cribs)
- Kelly Jones (Stereophonics)
- Addison Kane
- Brad Laner (Medicine)
- Yuri landman
- Moe
- Thurston Moore (Sonic Youth)
- Buzz Osbourne (The Melvins)
- Liz Phair (Duo-Sonic in Musicmaster)
- Elvis Presley
- Omar Rodriguez-Lopez, The Mars Volta in At the Drive-In
- Todd Rundgren
- Martha Schwendener (Bowery Electric)
- Shakira
- Juanita Stein (Waikiki/Howling Bells)
- Cage Von Dozier (Stone Nova, The AquaFaggots)
- Steve Turner (Mudhoney)
- Simon Taylor-Davis (Klaxons)
- Shamus (Sound Salvation)
- Chino Moreno (Deftones)
- Dan Boeckner (Wolf Parade)
- Peter Cats (The Heavens Devils)